# 1984年ロサンゼルスオリンピックのボクシング競技

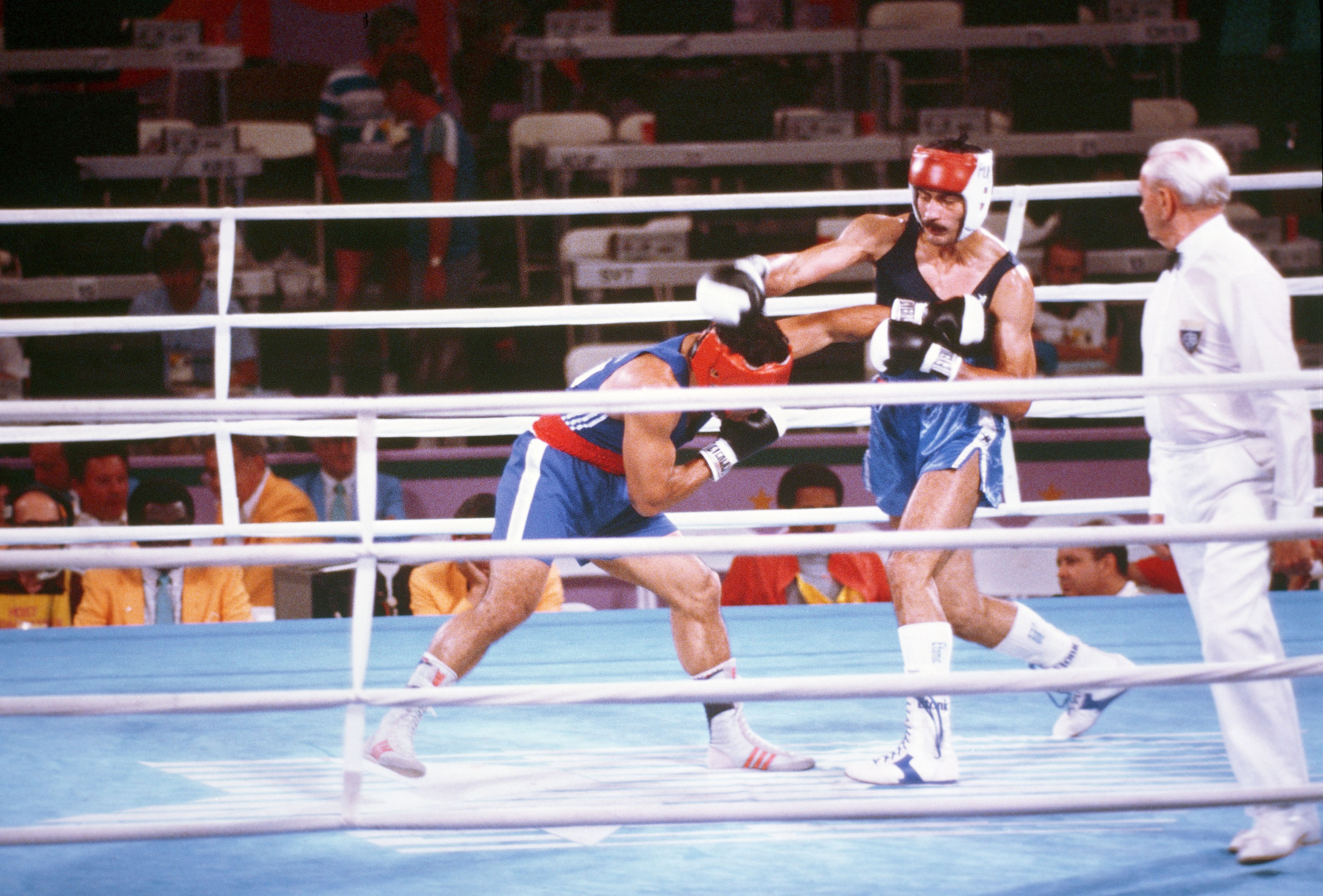
ロサンゼルスオリンピックの一場面。右はプエルトリコ代表のアリスティデス・ゴンサレス（ミドル級）

1984年ロサンゼルスオリンピックのボクシング競技（1984ねんロサンゼルスオリンピックのボクシングきょうぎ）は、ロサンゼルス・メモリアル・スポーツ・アリーナにて1984年7月29日から8月11日までの競技日程で実施された。種目は男子のみで、今大会よりスーパーヘビー級を加えた12階級となった。

## 競技結果
| 階級                           | 金                                            | 銀                                          | 銅                                              |
| ------------------------------ | --------------------------------------------- | ------------------------------------------- | ----------------------------------------------- |
| ライトフライ級 (– 48 kg)       | ポール･ゴンザレス アメリカ合衆国 (USA)        | サルバトーレ・トディスコ イタリア (ITA)     | ホセ・ボリバル ベネズエラ (VEN)                 |
| ライトフライ級 (– 48 kg)       | ポール･ゴンザレス アメリカ合衆国 (USA)        | サルバトーレ・トディスコ イタリア (ITA)     | キース・ミビラ ザンビア (ZAM)                   |
| フライ級 (– 51 kg)             | スティーブ・マックロリー アメリカ合衆国 (USA) | レゼップ・レゼポウスキ ユーゴスラビア (YUG) | イブラヒム・ビラリ ケニア (KEN)                 |
| フライ級 (– 51 kg)             | スティーブ・マックロリー アメリカ合衆国 (USA) | レゼップ・レゼポウスキ ユーゴスラビア (YUG) | イユプ・キャン トルコ (TUR)                     |
| バンタム級 (– 54 kg)           | マウリシオ・ステッカ イタリア (ITA)           | エクトール・ロペス メキシコ (MEX)           | ペドロ・ノラスコ ドミニカ共和国 (DOM)           |
| バンタム級 (– 54 kg)           | マウリシオ・ステッカ イタリア (ITA)           | エクトール・ロペス メキシコ (MEX)           | デイル・ウォルターズ カナダ (CAN)               |
| フェザー級 (– 57 kg)           | メルドリック・テーラー アメリカ合衆国 (USA)   | ピーター・コンイェワチー ナイジェリア (NGR) | トゥルグト・アイカジュ トルコ (TUR)             |
| フェザー級 (– 57 kg)           | メルドリック・テーラー アメリカ合衆国 (USA)   | ピーター・コンイェワチー ナイジェリア (NGR) | オマール・ペラーザ ベネズエラ (VEN)             |
| ライト級 (– 60 kg)             | パーネル・ウィテカー アメリカ合衆国 (USA)     | ルイス・オルティス プエルトリコ (PUR)       | 全七星 韓国 (KOR)                               |
| ライト級 (– 60 kg)             | パーネル・ウィテカー アメリカ合衆国 (USA)     | ルイス・オルティス プエルトリコ (PUR)       | マーティン・ンドンゴ＝エバンガ カメルーン (CMR) |
| ライトウェルター級 (– 63.5 kg) | ジェリー・ペイジ アメリカ合衆国 (USA)         | ダーウィ・アンポンマハ タイ (THA)           | ミルチェア・フルガー ルーマニア (ROM)           |
| ライトウェルター級 (– 63.5 kg) | ジェリー・ペイジ アメリカ合衆国 (USA)         | ダーウィ・アンポンマハ タイ (THA)           | ミルコ・パゾビック ユーゴスラビア (YUG)         |
| ウェルター級 (– 67 kg)         | マーク・ブリーランド アメリカ合衆国 (USA)     | 安永水 韓国 (KOR)                           | ルチアノ・ブルーノ イタリア (ITA)               |
| ウェルター級 (– 67 kg)         | マーク・ブリーランド アメリカ合衆国 (USA)     | 安永水 韓国 (KOR)                           | ヨニ・ナイマン フィンランド (FIN)               |
| ライトミドル級 (– 71 kg)       | フランク・テート アメリカ合衆国 (USA)         | ショーン・オサリバン カナダ (CAN)           | クリストフ・ティオゾ フランス (FRA)             |
| ライトミドル級 (– 71 kg)       | フランク・テート アメリカ合衆国 (USA)         | ショーン・オサリバン カナダ (CAN)           | マンフレド・ジーロンカ 西ドイツ (FRG)           |
| ミドル級 (– 75 kg)             | 申俊燮 韓国 (KOR)                             | ヴァージル・ヒル アメリカ合衆国 (USA)       | アリスティデス・ゴンサレス プエルトリコ (PUR)   |
| ミドル級 (– 75 kg)             | 申俊燮 韓国 (KOR)                             | ヴァージル・ヒル アメリカ合衆国 (USA)       | モハメド・ザオウィ アルジェリア (ALG)           |
| ライトヘビー級 (– 81 kg)       | アントン・ヨシポビッチ ユーゴスラビア (YUG)   | ケビン・バリー ニュージーランド (NZL)       | イベンダー・ホリフィールド アメリカ合衆国 (USA) |
| ライトヘビー級 (– 81 kg)       | アントン・ヨシポビッチ ユーゴスラビア (YUG)   | ケビン・バリー ニュージーランド (NZL)       | ムスタファ・ムッサ アルジェリア (ALG)           |
| ヘビー級 (– 91 kg)             | ヘンリー・ティルマン アメリカ合衆国 (USA)     | ウィリー・デウィット カナダ (CAN)           | アンヘロ・ムゾネ イタリア (ITA)                 |
| ヘビー級 (– 91 kg)             | ヘンリー・ティルマン アメリカ合衆国 (USA)     | ウィリー・デウィット カナダ (CAN)           | アーノルド・ワンデルリージェ オランダ (NED)     |
| スーパーヘビー級 (+ 91 kg)     | タイレル・ビッグス アメリカ合衆国 (USA)       | フランチェスコ・ダミアーニ イタリア (ITA)   | サリフ・アジス ユーゴスラビア (YUG)             |
| スーパーヘビー級 (+ 91 kg)     | タイレル・ビッグス アメリカ合衆国 (USA)       | フランチェスコ・ダミアーニ イタリア (ITA)   | ロバート・ウェルズ イギリス (GBR)               |

## 各国メダル数
| 順 | 国・地域               | 金 | 銀 | 銅 | 計 |
| -- | ---------------------- | -- | -- | -- | -- |
| 1  | アメリカ合衆国 (USA)   | 9  | 1  | 1  | 11 |
| 2  | イタリア (ITA)         | 1  | 2  | 2  | 5  |
| 3  | ユーゴスラビア (YUG)   | 1  | 1  | 2  | 4  |
| 4  | 韓国 (KOR)             | 1  | 1  | 1  | 3  |
| 5  | カナダ (CAN)           | 0  | 2  | 1  | 3  |
| 6  | プエルトリコ (PUR)     | 0  | 1  | 1  | 2  |
| 7  | メキシコ (MEX)         | 0  | 1  | 0  | 1  |
| 7  | ニュージーランド (NZL) | 0  | 1  | 0  | 1  |
| 7  | ナイジェリア (NGR)     | 0  | 1  | 0  | 1  |
| 7  | タイ (THA)             | 0  | 1  | 0  | 1  |
| 11 | アルジェリア (ALG)     | 0  | 0  | 2  | 2  |
| 11 | トルコ (TUR)           | 0  | 0  | 2  | 2  |
| 11 | ベネズエラ (VEN)       | 0  | 0  | 2  | 2  |
| 14 | ドミニカ共和国 (DOM)   | 0  | 0  | 1  | 1  |
| 14 | フィンランド (FIN)     | 0  | 0  | 1  | 1  |
| 14 | フランス (FRA)         | 0  | 0  | 1  | 1  |
| 14 | カメルーン (CMR)       | 0  | 0  | 1  | 1  |
| 14 | ケニア (KEN)           | 0  | 0  | 1  | 1  |
| 14 | オランダ (NED)         | 0  | 0  | 1  | 1  |
| 14 | ルーマニア (ROM)       | 0  | 0  | 1  | 1  |
| 14 | イギリス (GBR)         | 0  | 0  | 1  | 1  |
| 14 | 西ドイツ (FRG)         | 0  | 0  | 1  | 1  |
| 14 | ザンビア (ZAM)         | 0  | 0  | 1  | 1  |